# Mercedes F1 W06 Hybrid
Mercedes F1 W06 Hybrid é o carro da Mercedes da temporada de 2015 da F1, pilotado por Lewis Hamilton e Nico Rosberg. Seu lançamento oficial foi realizado no dia 1 de fevereiro, em Jerez de la Frontera,  pórem, foi divulgado as primeiras imagens do carro no dia 29 de janeiro em Silverstone. Esse modelo conquistou o título do Mundial de Construtores antecipadamente no Grande Prêmio da Rússia e também o Campeonato Mundial de Pilotos com Lewis Hamilton.

## Desempenho
Soberana no ano passado, a Mercedes tem tudo para seguir como a equipe a ser batida nesse ano devido às poucas mudanças do regulamento. O motor do W06 Hybrid segue como ponto forte, e a aerodinâmica também é de excelência. Nos testes, a equipe corrigiu o ponto fraco do ano passado, a confiabilidade.

## Estatística
| Lewis Hamilton | X              | Nico Rosberg |
| -------------- | -------------- | ------------ |
| 381            | Pontos         | 322          |
| 10             | Vitórias       | 6            |
| 11             | Pole Positions | 7            |
| 8              | Volta Rápida   | 5            |
| 17             | Pódios         | 15           |
| 1              | Abandonos      | 1            |

## Resultados[3]
(legenda) (em negrito indica pole position e itálico volta mais rápida)
| Pos | Piloto          | Nu. | AUS | MAL | CHN | BHR | ESP | MON | CAN | AUT | GBR | HUN | BEL | ITA | SIN | JPN | RUS | EUA | MEX | BRA | UAE | Pts | Pts da Equipe | Pos da Equipe |
| --- | --------------- | --- | --- | --- | --- | --- | --- | --- | --- | --- | --- | --- | --- | --- | --- | --- | --- | --- | --- | --- | --- | --- | ------------- | ------------- |
| 1   | Lewis Hamilton* | 44  | 1   | 2   | 1   | 1   | 2   | 3   | 1   | 2   | 1   | 6   | 1   | 1   | Ret | 1   | 1   | 1*  | 2   | 2   | 2   | 381 | 703*          | 1º            |
| 2   | Nico Rosberg    | 6   | 2   | 3   | 2   | 3   | 1   | 1   | 2   | 1   | 2   | 8   | 2   | 17† | 4   | 2   | Ret | 2   | 1   | 1   | 1   | 322 | 703*          | 1º            |

* Campeão da temporada.
† Completou mais de 90% da distância da corrida.